# El Ghomri
El Ghomri est une commune de l'ouest de l'Algérie, dans la wilaya de Mascara.

## Géographie
La commune est située à 60 km de Mascara, à mi-distance de Mohammadia et Yellel, situés à 16 km chacune.

### Transport

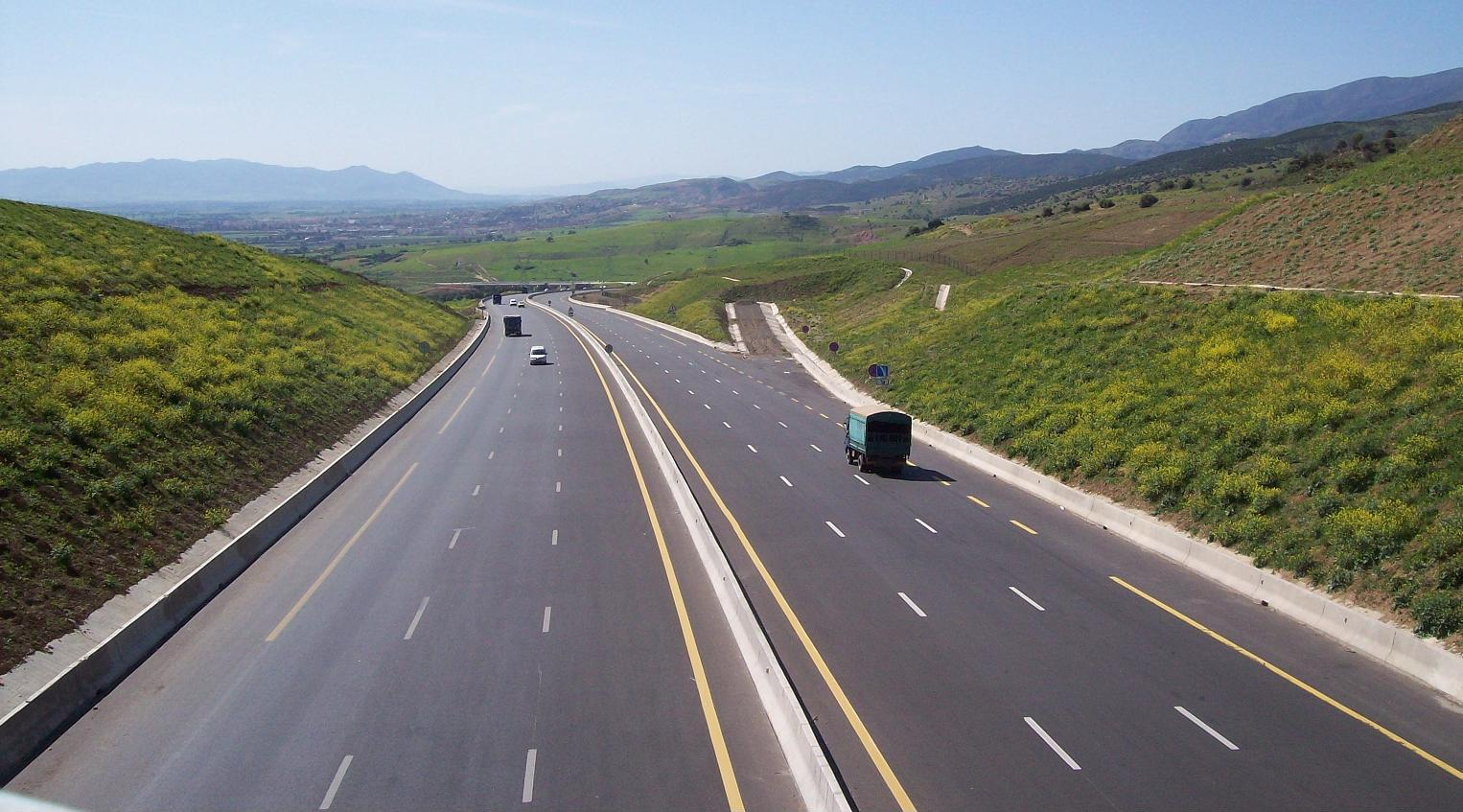
Autoroute est ouest El Ghomri.

Elle est desservie par la route nationale (RN4) et l'autoroute Est-Ouest depuis le 22 novembre 2009.

## Histoire
La région est habitée par la tribu des Beni Ghaddou. Ils campaient près des puits de Ghomri et dans la plaine qui s'étend depuis le marabout qui est sur l'Oued-Malah, et qui portait le nom de Sidi-Ibrahim. Le village a été rattaché à la commune mixte de Hillil (actuellement Yellel) avant de passer sous la coupe de la commune d'El Mina (actuellement Matmar). À ce moment-là, le village prend le nom de Nouvion en hommage au préfet d'Oran Jean-Baptiste Nouvion, à l'époque coloniale française .